# رسائل النور
رسائل النور هي مجموعة من الرسائل التي ألفها سعيد النورسي، المعروف بلقب بديع الزمان النورسي ، وهو مؤلف كردي من عشيرة أسباريت (1877 - 23 آذار 1960) وكان أحد أبرز علماء الإصلاح الديني والاجتماعي في عصره. ولد في قرية نورس ببلاد الأكراد في فترة الخلافة العثمانية. وقد ألّف "رسائل النور" عندما كان في السجن أو المنفى، من عام 1926م حتى عام 1950م، وشملت تفسيرات قيمة لآيات القرآن وتوجيهات دعوية لإرشاد المسلمين باللغة التركية، وزاد عددها عن مائة وثلاثين رسالة وجمعت في كتاب تحت عنوان كليات رسائل النور من 9 مجلدات، ولم تطبع في المطابع حتى عام 1954. وكانت هذه الرسائل تكتب وتنشر بصورة سرية في وقته، حيث لاقت محاربة شديدة من قبل نظام الحكم العلماني السائد في تركيا في ذلك الوقت.
ترجمها إلى اللغة العربية إحسان قاسم الصالحي، وقال عنها: "كليات رسائل النور التي ألّفها بديع الزمان سعيد النورسي تضم تسعة أجزاء سجل فيها النورسي كل ما استلهمه من نور القرآن الكريم من معاني الإيمان وأملاها على محبيه في ظروف عسيرة بقصد إنقاذ إيمان الناس في هذا العصر العصيب بإحياء معاني القرآن ومقاصده في النفوس والعقول والأرواح. فوضع سعيد النورسي في يد الجيل الجديد منهلا ثريا ونبعاً قرآنياً صافياً يحفظ عليهم دينهم وإيمانـهم ويطهر قلوبـهم وعقولهم مما قد علق بها من الأباطيل".

## الكلمات
هي مجموعة رسائل تضم ثلاثاً وثلاثين رسالة. توجز التسع الأُول منها معاني العبادة والعقيدة ونظر المؤمن إلى الدنيا، ووظيفة الإنسان في الوجود، وأن تجارته الرابحة هي في بيع نفسه وماله لله، وأن الإيمان بالله والآخرة يحل لغز الكون، وبيان حكمة أوقات الصلاة ثم رسالة مستقلة في إثبات الحشر في ضوء تجليات الأسماء الحسنى، تعقبها مهمة الإنسان في الحياة والموازنة بين حكمة القرآن والفلسفة، وإيراد نظائر من الكون للحقائق القرآنية إسعافاً للقلوب التي ينقصها التسليم، ثم بيان معاني لرجم الشياطين. وشرح وافٍ لأحدية ذات الله جل جلاله مع عموم أفعاله الربانية، وخلقه الأشياء دفعة واحدة وخلقه التدريجي، وقربه منا مع بعدنا عنه، وبيان الانسجام التام بين تجلي اسم الله القهّار واسم الرحمن. وإيضاح أن كل شيء جميل إما بذاته أو بغيره، وإثبات نبوة محمد صلى الله عليه وسلم مفصلاً. وبيان أهمية معجزات الأنبياء في حثها الإنسان على التقدم في مضمار العلم. وتنبيه النفس المتكاسلة إلى الصلاة مع بيان أنواع الوساوس وسبل علاجها. وإيضاح التوحيد الحقيقي بأمثلة وافية، وبيان تكامل الإنسان بالإيمان. ومشاهدة تجليات الأسماء الحسنى على العوالم، وذكر مفاتيح لحل أسرار كثيرة في الوجود، وسرد اثني عشر أصلاً من أصول فهم الأحاديث الشريفة، وتنوع عبادة المخلوقات. ورسالة مستقلة في وجوه إعجاز القرآن، وأخرى في القدر الإلهي والجزء الاختياري للإنسان. تعقبها رسائل في لطائف الجنة، وفي بقاء الروح والملائكة و دلائل الحشر. وفي ماهية الإنسان “أنا” وأسرار حركة الذرات ووظائفها. وفي حكمة المعراج النبوي وثمراته. ومواقف علمية دقيقة في أسرار التوحيد، والتدرج في إدراك الأسماء الحسنى، والرسالة الأخيرة ثلاثة وثلاثون نافذة مطلة على التوحيد.

## المكتوبات
وهي مجموعة رسائل تضم ثلاثاً وثلاثين رسالة تستهل بأجوبة عن أسئلة حول حياة الخضر، وحكمة الموت ومخلوقيته وموقع جهنم. ثم سرد لمشاهد من حياة المؤلف وتأملاته الإيمانية في الكون، وإن الاهتمام بالمسائل الإيمانية ضرورة في هذا الزمان، وبيان حكمة زواج الرسول محمد من بزينب، والفرق بين الكرامة والإكرام والاستدراج، وكيف يوجّه مجرى السجايا، وما الفرق بين الإيمان والإسلام؟ وإظهار عدالة الشريعة في الميراث، والحكمة في إخراج آدم من الجنة، وحكمة خلق الشياطين والشرور. ثم موقف المؤلف من السياسة وسبب ابتعاده عنها. والحكمة من وراء الفتن التي وقعت في زمن صحابة النبي محمد، وحول نزول النبي عيسى، وبيان أن مسلك الصحابة وأهل الصحو أسمى من وحدة الوجود وأسلم منه. ورسالة مستقلة في معجزات الرسول محمد تضم أكثر من ثلاثمائة معجزة من معجزاته مسندة بأحاديث صحيحة. والتفصيل في أهمية الإيمان بالله ومعرفته ومحبته، وكيفية رعاية حقوق الآباء والشيوخ. ورسالة خاصة في الأخوة بين المؤمنين وسبل علاج الاختلاف. وإيضاح ما يجري في الكون من موت ومصائب، ومقتضيات اسم الرحيم والحكيم والودود. وذكر أسرار الدعاء وأنواعه، ورسالة في دحض دسائس الشيطان حول القرآن. وبيان أضرار الدعوة إللى العنصرية، والإفصاح عن منهج الاعتدال في الاختلافات بين مسالك الأولياء، وكيف أن رسائل النور تؤدي مهمة الإرشاد، ورسالة في الشكر وأنه ثمرة الكائنات. وأجوبة عن أسئلة متنوعة حول إعجاز القرآن ومعرفة حقائقه. ورسالة في حكمة الصيام، وتنبيه حملة القرآن إلى دسائس الشيطان، والرد على المبتدعة الذين يحاولون تغيير الشعائر الإسلامية. وفي الختام رسالة في التصوف وبيان محاسنه ومزالقه.

## اللمعات
وهي مجموعة رسائل تضم ثلاثين رسالة تستهل بالدروس المستخلصة لحياتنا اليومية من مناجاة النبي يونس، والنبي وأيوب، ثم بيان أن السنة النبوية مرقاة ومنهاج. ورسالة في حكمة الاستعاذة من الشيطان، ومذكرات في العروج إلى المعرفة الإلهية. وبيان أهمية الاقتصاد ومغبة الإسراف ورسالتين في دساتير الإخلاص في الفرد وفي الجماعة. ثم رسالة في الرد على الطبيعيين. ورسائل رقيقة ودقيقة إلى الأخوات في الآخرة، وبيان أهمية الحجاب، ورسالة إلى المرضى والمبتلين وإلى الشيوخ من خلال ذكريات المؤلف نفسه. ورسالة في التفكر الإيماني الرفيع، ومسك الختام رسالة الاسم الأعظم المتضمنة قبسات من أسماء الله الحسنى: القدوس، العدل، الحكم، الفرد، الحي، القيوم.

## الشعاعات
وهي مجموعة رسائل تضم خمس عشرة رسالة تستهل في إثبات: أن جمال الكون ومزايا الإنسان لا يظهر إلا بالتوحيد. ورسالة “المناجاة” ضمن جولة في أرجاء الكون. ثم اللواذ إلى كنف الرحمن في مراتب (حسبنا الله ونعم الوكيل)، وبيان أشراط الساعة وصفات الدجال والسفياني. والتأمل في معاني “التحيات لله…”، ورسالة جليلة في مشاهدات سائح يستنطق الكون. وإثبات أن الإيمان بالآخرة أساس لحياة الإنسان الفردية والاجتماعية. وبيان حكمة التكرار في القرآن، وثمرات الإيمان بالملائكة. وتعقبها مرافعات الأستاذ النورسي وطلابه في محاكم دنيزلي وآفيون، مع رسائل مسلية من السجن. وفي الختام إقامة الحجج الدامغة في إثبات التوحيد والرسالة.

## إشارات الإعجاز في مظان الإيجاز
تحقيق ألفه باللغة العربية وهو تفسير قيّم لفاتحة الكتاب وثلاثين آية من سورة البقرة، يبيّن بعبارات موجزة الإعجاز النظمي للقرآن الكريم أي جهة مناسبة الآيات بعضها ببعض، وتناسب الجمل وتناسقها، وكيفية تجاوب هيآت الجمل وحروفها حول المعنى المراد، معتمداً في ذلك على أدق قواعد علم البلاغة، وعلى أصول النحو والصرف، وقوانين المنطق ودساتير علم أصول الدين، وسائر ما له علاقة بذلك من مختلف العلوم. وقد أملى المؤلف هذا التفسير البديع عندما كانت طلقات رصاص الروس ينهال عليه من كل جانب في أثناء الحرب العالمية الأولى، فلم يثنه ذلك الموقف الرهيب ولم يُذهِل فكره الثاقب عن الجولان في مناحي إعجاز القرآن.

## المثنوي العربي النوري
تحقيق يضم اثنتي عشرة رسالة باللغة العربية هي:
- لمعات من التوحيد الحقيقي.
- رشحات من معرفة النبي صلى الله عليه وسلم.
- لاسيما (في إثبات الحشر).
- قطرة من بحر التوحيد وذيلها.
- حباب من عمان القرآن وذيلها.
- حبة من نواتات ثمرة من ثمرات جنان القرآن وذيلها.
- زهرة من رياض القرآن الحكيم وذيلها.
- ذرة من شعاع هداية القرآن وذيلها.
- شمة من نسيم هداية القرآن وذيلها.
- شعلة من أنوار شمس القرآن.
- نقطة من نور معرفة الله جل جلاله (مترجمة).
- نور من أنوار نجوم القرآن.

هذه الرسائل بمجموعها ترشد إلى دروب النفس الأمّارة بالسوء، وتكشف عن دقائق مسالكها وخبايا دسائسها، وتضع العلاج لأمراضها المتنوعة، ومن ثم تأخذ بيد القارئ إلى منابع الإيمان في رياض الكون الفسيح، لينهل منها ما ينهل حتى يرتوي القلب، ويشبع العقل وتنبسط الروح… فضلاً عن أنها توصله إلى أصول فكر الأستاذ النورسي، فيوغل معه في أعماق تجاربه مع النفس، ويرافقه في سريان روحه في أرجاء الكائنات، ويعمل فكره في ما نصبه من موازين علمية ومعايير منطقية ومناهج فطرية، فهذا السفر النفيس مشتل رسائل النور وغرسها حيث فيه خلاصة أفكاره، بل إن أغلب ما أزهر من أفكاره – في رسائل النور- بذوره كامنة فيه. إذ يضع أمام كل مسلم، بل كل إنسان نمطاً جديداً وفريداً من أساليب التزكية والتربية، قلّما يجده في كتاب آخر؛ حيث إنه يمزج أدق الموازين العقلية والمقاييس المنطقية بأرفع الأشواق القلبية، وأسطع التفجرات الروحية ضمن أمثلة ملموسة تكاد لا تخفى على أحد، آخذاً بيده برفق، متجولاً معه في ميادين النفس والآفاق، مبيناً له ما توصل إليه من نتائج يقينية، بعد تجارب حقيقية خاض غمارها تحت إرشاد القرآن الكريم.

## الملاحق في فقه دعوة النور
وهي عبارة عن مجموعة رسائل كانت بين الأستاذ النورسي وطلابه الأوائل. وطابعها العام توجيهي إرشادي يبين أهمية رسائل النور، ومنهجها في الدعوة إلى الله في هذا العصر. تكتنفها رسائل ودّيّة يبين فيها الطلاب مدى استفاضتهم الروحية من رسائل النور، واستفادتهم العقلية منها، وكيف أنها حوّلت مجرى حياتهم، وفتحت أمامهم آفاقاً معرفية واسعة. وتتضمن أيضاً توجيهات لتقويم السلوك وكيفية التعامل مع الآخرين، والحث على الإيمان العميق والعمل المتواصل والترابط الوثيق والاعتصام بالكتاب والسنة، مع التأكيد على العبادة وشحن القلب بالذكر والدعاء والتفكر الإيماني، ودوام الاستغفار والانطراح بين يدي الله عاجزاً فقيرا، وأمثالها من الأمور التي تهم كل داعية إلى الله، بل كل مسلم.
وتتضمن “الملاحق” ثلاثة كتب مستقلة هي:
- ملحق بارلا.
- ملحق قسطموني.
- ملحق أميرداغ.

وكل ملحق من هذه الملاحق الثلاثة يبين مرحلة معينة من مراحل حياة الأستاذ النورسي، مثلما يبين مرحلة مميزة أيضاً من تاريخ دعوة النور منذ انبثاقها في تركيا. لذا امتازت “الملاحق” بطابع دعوي خاص في مخاطبة المحبين والمناصرين للدين بل حتى المعارضين له، وحثهم جميعاً للذود عن الإسلام وعقيدته وتأريخه، عندما واجه المجتمع التركي وقتئذ من ملابسات سياسية قاسية شاذة، وحرمان من أبسط المفاهيم الإسلامية في مرحلة لم يكن هناك عمل إسلامي جاد، يحمل على عاتقه مسؤولية النهوض بحمل الأمانة وإرشاد أبناء الأمة.

## صيقل الإسلام
يضم الرسائل الآتية:
- محاكمات عقلية في التفسير والبلاغة والعقيدة (ترجمة وتحقيق)،
- قزل إيجاز: حاشية الأستاذ النورسي على “السلم المنورق” المنظوم لشيخ الإسلام عبد الرحمن الأخضري (ت: 983هـ) في علم المنطق، مع شرح الملا عبد المجيد.
- تعليقات على برهان الكلنبوي: رسالة في علم المنطق أيضاً؛ عبارة عن تعليقات وتقريرات الأستاذ النورسي على كتاب “البرهان” للعالم المحقق إسماعيل بن مصطفى الكلنبوي (ت: 1205هـ). وهاتان الرسالتان ألفهما الأستاذ النورسي باللغة العربية.
- السانحات
- المناظرات

رسالتان باللغة التركية تسلطان الأضواء على الأوضاع الاجتماعية والسياسية في فترة ما قبل الحرب العالمية الأولى، حيث أُلّفتا والدولة العثمانية تعاني ما تعاني في أيامها الأخيرة، وقد دبت فيها أمراض شتى وعلل متنوعة، لذا تضمان الحلول الوافية والعلاجات الشافية لها، وفي الوقت نفسه تضمد الجروح الغائرة التي أصيبت بها الأمة الإسلامية جمعاء وتضع البلسم الشافي عليها بأسلم وسيلة.
- المحكمة العسكرية العرفية:

وهي دفاع الأستاذ النورسي أمام المحكمة العسكرية العرفية في عهد الاتحاديين، والمسماة بـ “شهادة مَدْرَسَتَيْ المصيبة”؛ إذ عندما طالب الأستاذ إصلاح التعليم، وتأسيس جامعة في شرقي الأناضول باسم مدرسة الزهراء ألقي في مستشفى المجاذيب، وبعده أقُتيد إلى المحكمة العسكرية بتهمة مطالبته بعودة الشريعة.
- الخطبة الشامية: وهي التي ألقاها في الشام بيّن فيها أمراض الأمة الإسلامية ووسائل علاجها.
- الخطوات الست: ولقد ألّفت رداً على احتلال الإنجليز لإسطنبول، تفنّد أباطيلهم، وتشدّ من عزائم المسلمين في تلك الأيام المظلمة.

## سيرة ذاتية
سيرة حياة بديع الزمان سعيد النورسي مستخلصة من جميع مؤلفاته ومرتبة حسب التسلسل التاريخي.